# Гнесь Ярослав Іванович
Яросла́в Іва́нович Гнесь (*2 січня 1953, Узин — †17 вересня 2021, Івано-Франківськ) — заслужений журналіст України, член Національної спілки журналістів України, телеведучий.

## Життєпис
Народився 1953 року в селі Узин на Прикарпатті. Вже під час навчання в школі почав дописувати до тисменицької районної газети «Вперед». Вищу освіту здобував на факультеті журналістики Львівського державного університету імені Івана Франка.
Після закінчення університету в другій половині 1970-х працював редактором програм Чернівецького обласного телерадіокомітету. Як його працівник, у 1980 році висвітлював спортивні події Літньої олімпіади в Москві. Далі протягом 1981—1983 років перебував на службі в армії у ранзі політпрацівника однієї з військових частин та кореспондента дивізійної газети. У 1984 році отримав запрошення на посаду старшого редактора Івано-Франківського облтелерадіокомітету. Тоді ж став членом Національної спілки журналістів України.
На початку 1990-х був причетний до зародження регіонального телебачення на Івано-Франківщині. Зокрема, співпрацював із Народною телестудією «Захід» з обласного центру. У 1991 році став головним редактором і ведучим новоствореного телебачення «Канал-402» в Івано-Франківську.
З 2003 року тривалий час працював на обласному телебаченні «Галичина» (заступник гендиректора, випусковий редактор). Його творчі доробки ставали переможцями різних республіканських та міжнародних конкурсів. На ОТБ «Галичина» створив чимало цікавих телевізійних проєктів: «Усупереч забуттю», «До і після 45», «Вічний поклик серця», «З вершин та низин» та ін.
За високі професійні досягнення Ярославу Гнесю було надано почесне звання «Заслужений журналіст України». Обирався депутатом Івано-Франківської міської ради 3-го скликання (1998 р.).
Після тривалої хвороби помер 17 вересня 2021 року. Похований у рідному селі Узин.